# 24 Grana
24 Grana est un groupe musical italien, originaire de Naples.

## Histoire
24 Grana est formé à Naples en 1995, composé de Francesco Di Bella (guitare, chant), Armando Cotugno (basse) et Renato Minale (batterie). Le groupe tire son nom d'une pièce de monnaie du règne de Ferdinand Ier, une pièce pauvre, pour souligner à la fois son lien avec la tradition artistique napolitaine et sa proximité avec une culture qui n'accorde que peu de valeur à l'argent. Auparavant, ils s'appelaient Surrey Iron Railway.
En 2001 sort leur album K Album, suivi en 2002 d'un nouveau live Overground live. Après leur participation à Tora! Tora! et l'inclusion de Stai mai ccà dans la bande originale du film Fame chimica, le groupe sort Underpop en 2003, un album dans lequel 24 Grana renforce la présence de l'italien dans les paroles, jusqu'alors principalement en napolitain.
Au tournant des années 2010 et 2011, Armando Cotugno quitte le groupe et s'installe à Londres, au Royaume-Uni. 24 Grana, désormais trio, continue son activité avec Alessandro Innaro à la basse et commence à travailler sur un nouvel album avec Steve Albini (ancien producteur de Nirvana, Pixies et PJ Harvey) dans ses studios Electrical Audio à Chicago. C'est ainsi que naît La stessa barca, un album qui voit le jour le 18 janvier 2011. En mai de la même année, l'album est sorti en vinyle et contient un titre inédit intitulé Chiudo cu tte.
Le 5 juillet 2013, le chanteur et leader du groupe, Francesco Di Bella, après de nombreuses années de projets solo, annonce ses adieux définitifs à 24 Grana, pour rejoindre Ballads Cafè avec lequel il sort son premier album solo Francesco Di Bella e Ballads Cafè (2013), un album studio live produit par Daniele Sinigallia. En 2016, Francesco Di Bella sort son premier album solo de titres inédits intitulé Nuova Gianturco avec 99 Posse, Neffa, Dario Sansone de Foja et Claudio « Gnut » Domestico.
En octobre 2019, le groupe se reforme sous sa forme originale, avec Armando Cotugno à la basse, pour enregistrer un nouveau titre aux studios Abbey Road à Londres et, début 2020, une nouvelle tournée live est annoncée à partir d'avril 2020. Le 6 mars 2020, le titre inédit A collection est publié. Il s'agit du premier enregistrement après sept ans de silence.

## Membres

### Membres actuels
- Francesco Di Bella - voix, guitare (1995-2013, depuis 2019)
- Armando Cotugno - basse (1995-2010, depuis 2019)
- Renato Minale - batterie (1995-2013, depuis 2019)
- Giuseppe Fontanella - guitare (1995-2013, depuis 2019)

### Anciens membres
- Andrea Esposito - percussions (1995-1997, 2001)
- Pier Paolo Rossi - claviers (1995-1997, 2001)
- Alessandro Innaro - basse (2011-2013)

## Discographie

### Albums studio
- 1997 : Loop
- 1999 : Metaversus
- 2001 : K Album
- 2003 : Underpop
- 2008 : Ghostwriters
- 2011 : La Stessa barca

### EP
- 1996 : Mini CD

### Albums live
- 1998 : Loop Live
- 2002 : Overground live

### VHS et DVD
- 2003 : Videokollezione (VHS)
- 2005 : Metaversus special edition (DVD)

### Collaborations
- 'A67 - Felice (solo de Francesco Di Bella)
- Almamegretta - Solo Cu Te (solo de Francesco Di Bella)
- Marina Rei - Song Je (solo de Francesco Di Bella)
- Marina Rei - Smania e Cagnà
- Riccardo Sinigallia - Avere una vita davanti
- Filippo Gatti - Le Verità
- Bisca - Mustafah (solo de Francesco Di Bella)
- Bisca - Ciato P'Alluccà (solo de Francesco Di Bella)
- Soul Mio - Sperduto (solo de Francesco Di Bella)
- Nomia - Solelione (solo de Francesco Di Bella)
- Safyllè - I Find the Dream
- Bianco-Valente - Welcome X
- 99posse - 1234 (solo de Francesco Di Bella)
- 2020 : Clementino - A Raccolta (solo de Francesco Di Bella)